# Néstor Pitana
Néstor Fabián Pitana (phát âm tiếng Tây Ban Nha: [ˈnestor piˈtana]; sinh ngày 17 tháng 6 năm 1975) là trọng tài bóng đá Argentina và từng là một diễn viên đã từng bắt chính tại Giải bóng đá vô địch thế giới 2014, Cúp bóng đá Nam Mỹ 2015 và Giải bóng đá vô địch thế giới 2018. Ông đã bắt chính trận mở màn Giải bóng đá vô địch thế giới 2018 giữa Nga và Ả Rập Xê Út. Pitana đã bắt chính trận chung kết Giải vô địch bóng đá thế giới 2018 giữa Pháp và Croatia tại Moskva vào ngày 15 tháng 7 năm 2018. Ông trở thành trọng tài người Argentina thứ hai bắt chính tại một trận chung kết Giải vô địch bóng đá thế giới (sau Horacio Elizondo, người đã bắt chính năm 2006).

## Giải bóng đá vô địch thế giới
| Giải bóng đá vô địch thế giới 2014 – Brasil | Giải bóng đá vô địch thế giới 2014 – Brasil | Giải bóng đá vô địch thế giới 2014 – Brasil | Giải bóng đá vô địch thế giới 2014 – Brasil |
| Ngày                                        | Trận đấu                                    | Địa điểm                                    | Vòng đấu                                    |
| ------------------------------------------- | ------------------------------------------- | ------------------------------------------- | ------------------------------------------- |
| 17 tháng 6 năm 2014                         | Nga – Hàn Quốc                              | Cuiabá                                      | Vòng bảng                                   |
| 22 tháng 6 năm 2014                         | Hoa Kỳ – Bồ Đào Nha                         | Manaus                                      | Vòng bảng                                   |
| 25 tháng 6 năm 2014                         | Honduras – Thụy Sĩ                          | Manaus                                      | Vòng bảng                                   |
| 4 tháng 7 năm 2014                          | Pháp – Đức                                  | Rio de Janeiro                              | Tứ kết                                      |
| Giải bóng đá vô địch thế giới 2018 – Nga    |                                             |                                             |                                             |
| Ngày                                        | Trận đấu                                    | Địa điểm                                    | Vòng đấu                                    |
| 14 tháng 6 năm 2018                         | Nga – Ả Rập Xê Út                           | Moscow                                      | Vòng bảng                                   |
| 27 tháng 6 năm 2018                         | México – Thụy Điển                          | Ekaterinburg                                | Vòng bảng                                   |
| 1 tháng 7 năm 2018                          | Croatia – Đan Mạch                          | Nizhny Novgorod                             | Vòng 16 đội                                 |
| 6 tháng 7 năm 2018                          | Uruguay – Pháp                              | Nizhny Novgorod                             | Tứ kết                                      |
| 15 tháng 7 năm 2018                         | Pháp – Croatia                              | Moscow                                      | Chung kết                                   |